# Гаплогруппа U3a2 (мтДНК)
Гаплогруппа U3a2 — гаплогруппа митохондриальной ДНК человека.

## Субклады
- U3a2
  - U3a2a
  - U3a2b
  -  U3a2c

## Палеогенетика

### Халколит
Древний Ближний Восток
- CBT015 | Grave 15, 978-6140 __ Çamlıbel tarlası (building S21) __ Чорум (ил), Турция __ 3643-3522 cal BCE (4787±28 BP, MAMS-41633) __ М __ G2a2b1a (FGC5089/Y2729) # U3a2.[1]

### Бронзовый век
Куро-араксская культура
- I1658 | TA3/R8 __ Talin necropolis (burial 115) __ Талин, Арагацотнская область, Армения __ 3347-3092 calBCE (4492±29 BP, OxA-31874) __ Ж __ U3a2.[2]

Доисторический Левант
- I3986 | S3986.E1.L3 __ Baq҅ah cave __ Эль-Балка (мухафаза), Иордания __ 1550–1150 BCE __ Ж __ U3a2a.[3]

### Античность
Римская империя
- R116 | RMPR-116 __ Via Paisiello (Necropoli Salaria) __ Рим, Лацио, Италия __ 1–200 CE __ М __ J-Z631 # U3a2 > U3a2c*.[4]

### Средние века
Византия
- SA2000 LA20 __ Сагалассос (Lower Agora) __ Бурдур (ил), Средиземноморский регион (Турция) __ 11–13 century AD __ U3a2.[5]

## Публикации
2011
- Ottoni C, Ricaut FX, Vanderheyden N, Brucato N, Waelkens M, Decorte R. (Май 2011). Mitochondrial analysis of a Byzantine population reveals the differential impact of multiple historical events in South Anatolia. European Journal of Human Genetics. 19 (5): 571–576. doi:10.1038/ejhg.2010.230. PMC 3083616. PMID 21224890.{{cite journal}}:  Википедия:Обслуживание CS1 (множественные имена: authors list) (ссылка)

2016
- Lazaridis I, Nadel D, Rollefson G; et al. (Август 2016). Genomic insights into the origin of farming in the ancient Near East. Nature. 536 (7617): 419–424. doi:10.1038/nature19310. PMC 5003663. PMID 27459054. {{cite journal}}: Явное указание et al. в: |author= (справка)Википедия:Обслуживание CS1 (множественные имена: authors list) (ссылка)

2019
- Antonio ML, Gao Z, Moots HM; et al. (Ноябрь 2019). Ancient Rome: A genetic crossroads of Europe and the Mediterranean. Science. 366 (6466): 708–714. doi:10.1126/science.aay6826. PMC 7093155. PMID 31699931. {{cite journal}}: Явное указание et al. в: |author= (справка)Википедия:Обслуживание CS1 (множественные имена: authors list) (ссылка)

2020
- Agranat-Tamir L, Waldman S, Martin MAS; et al. (Май 2020). The Genomic History of the Bronze Age Southern Levant. Cell. 181 (5): 1146-1157.e11. doi:10.1016/j.cell.2020.04.024. PMID 32470400. {{cite journal}}: Явное указание et al. в: |author= (справка)Википедия:Обслуживание CS1 (множественные имена: authors list) (ссылка)
- Skourtanioti E, Erdal YS, Frangipane M; et al. (Май 2020). Genomic History of Neolithic to Bronze Age Anatolia, Northern Levant, and Southern Caucasus. Cell. 181 (5): 1158-1175.e28. doi:10.1016/j.cell.2020.04.044. PMID 32470401. {{cite journal}}: Явное указание et al. в: |author= (справка)Википедия:Обслуживание CS1 (множественные имена: authors list) (ссылка)